# Монте Кал (Сан Антонио Уитепек)
Монте Кал (шп. Monte Cal) насеље је у Мексику у савезној држави Оахака у општини Сан Антонио Уитепек. Насеље се налази на надморској висини од 2361 м.

## Становништво
Према подацима из 2010. године у насељу је живело 21 становника.

### Хронологија
| Година       | 2000         | 2005 | 2010 |
| ------------ | ------------ | ---- | ---- |
| Становништво | 31 (12 / 19) | 6    | 21   |

### Попис
| # | Индикатор                     | Вредност |
| - | ----------------------------- | -------- |
| 1 | Укупно домаћинстава           | 2        |
| 2 | Укупно насељених домаћинстава | 2        |
| 3 | Величина локације             | 1        |